# Clive Hornby
Clive Hornby, född 20 oktober 1944 i Liverpool, död 3 juli 2008 i Leeds, var en brittisk skådespelare, mest känd för sin roll som Jack Sugden i Hem till gården som han spelade mellan 1980 och 2008.